# Melibe leonina
Melibe leonina är en snäckart som först beskrevs av Gould 1852.  Melibe leonina ingår i släktet Melibe och familjen Tethydidae. Inga underarter finns listade i Catalogue of Life.

## Bildgalleri

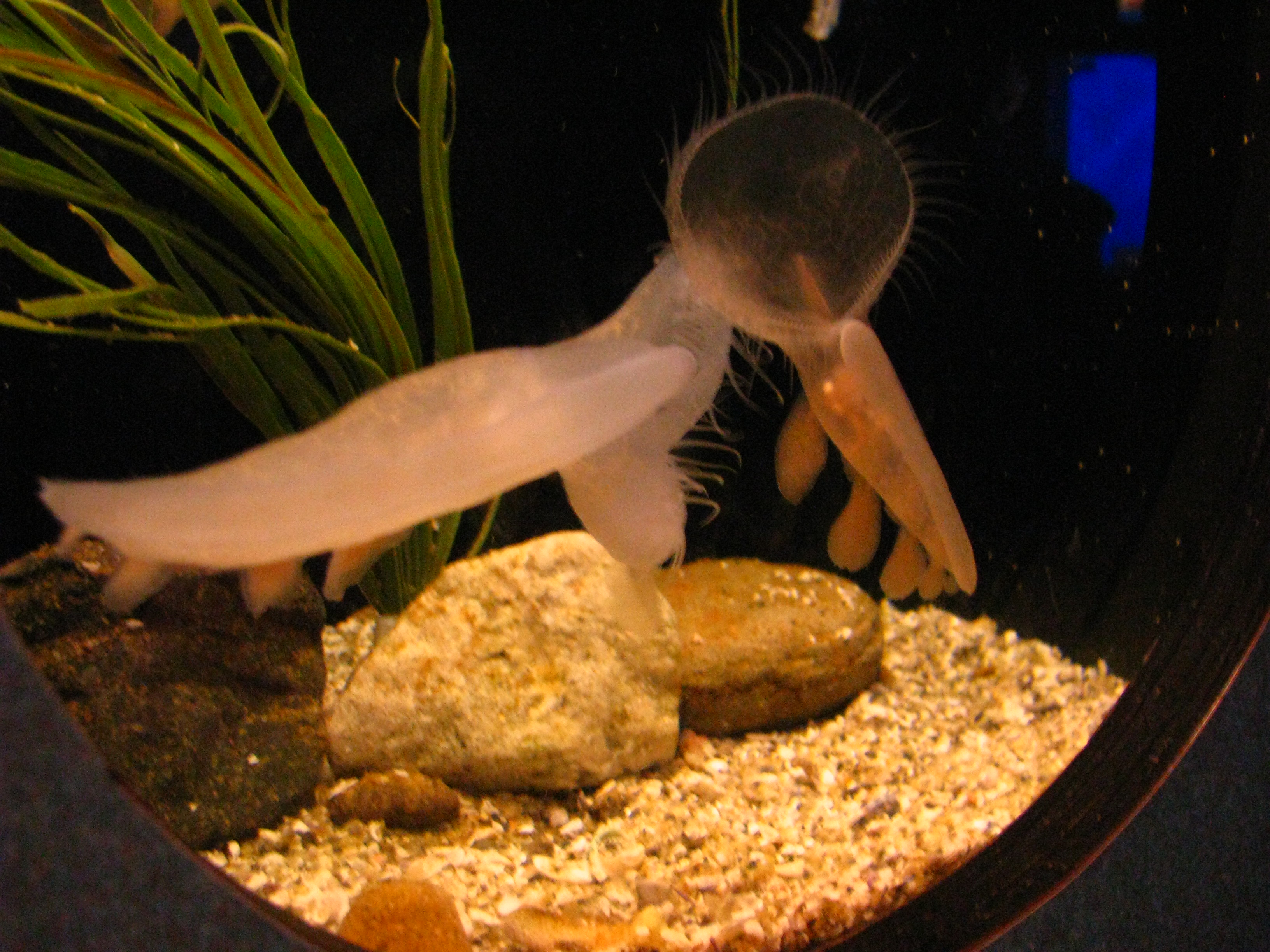
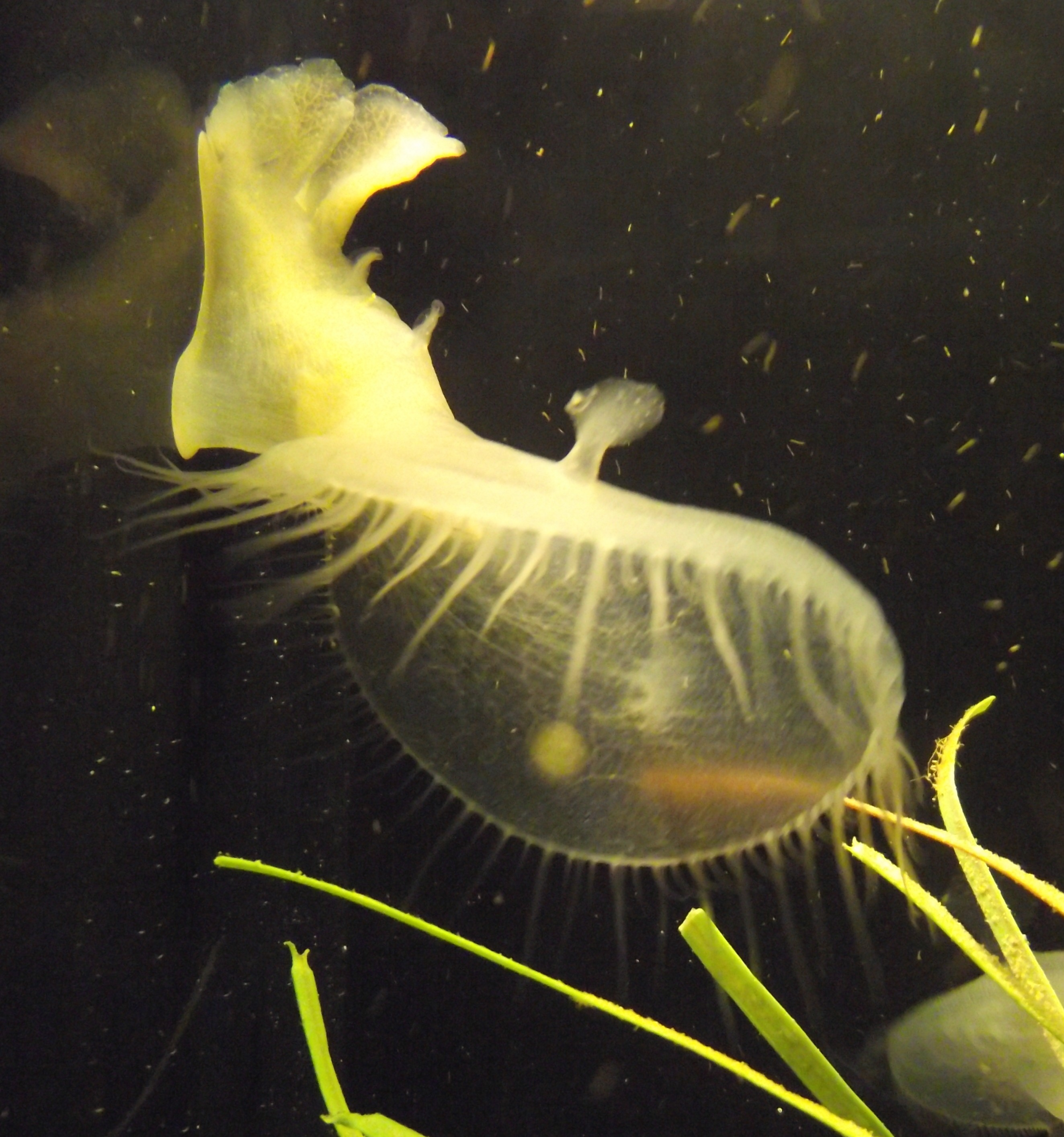